# Margarornis bellulus
Corre-ramos-bonito ou trepador-sumptuoso (Margarornis bellulus) é uma espécie de ave da família Furnariidae.
É endémica do Panamá.
Os seus habitats naturais são: regiões subtropicais ou tropicais húmidas de alta altitude.
Está ameaçada por perda de habitat.